# Anatolij Kovtoen
Anatolij Kovtoen (Oekraïens: Анатолій Ковтун, Russisch: Анатолий Ковтун) (Simferopol, 31 december 1960 - Lviv, 22 februari 2005) is een voormalig professioneel basketbalspeler uit Oekraïne, die uitkwam voor het basketbalteam van de Sovjet-Unie.

## Carrière
Kovtoen begon zijn carrière in 1977 bij Stroitel Kiev. In 1979 verhuisde hij naar SKA Kiev. In 1981 stapte hij over naar CSKA Moskou. Met die club won hij het Landskampioenschap van de Sovjet-Unie in 1982. In 1982 stapte hij over naar Avtodorozjnik Saratov. In 1983 ging hij naar Statyba Vilnius en in 1984 verhuisde hij naar Metal Dnjepropetrovsk. In 1986 ging hij naar Žalgiris Kaunas. In 1987 keerde hij terug bij Stroitel Kiev. Met die club won hij het Landskampioenschap van de Sovjet-Unie in 1989. In 1989 verhuisde hij naar KR in IJsland. Hij werd landskampioen van IJsland in 1990.
In de zomer van 1990 raakte Kovtoen ernstig gewond bij een auto-ongeluk waarbij zijn vriend om het leven kwam. Na het ongeval lag hij zes dagen in coma en verloor hij permanent het zicht aan één oog, waarmee feitelijk het einde van zijn professionele carrière was.

## Erelijst
- Landskampioen Sovjet-Unie: 2
  - Winnaar: 1982, 1989
  - Derde: 1988
- Landskampioen IJsland: 1
  - Winnaar: 1990